# Arsínoe II
Arsínoe (vers 316 aC-vers 250 aC) fou filla de Ptolemeu I i Berenice I, i reina de Tràcia, Macedònia i Egipte (Arsínoe II).

## Biografia
Es va casar vers el 300 aC amb Lisímac de Tràcia, quan aquest ja era gran, el qual va abandonar la princesa Amastris d'Heracleia. A la mort d'aquesta, el 288 aC, Lisímac va donar a Arsínoe com a regal les ciutats d'Heraclea Pòntica, Amastris i Dion.
Arsínoe volia assegurar la successió per als seus fills i estava gelosa del seu fillastre Agàtocles de Tràcia, qui s'havia casat amb sa germanastra Lisandra, també filla de Ptolemeu I (però nascuda de la seva primera dona, Eurídice). Per les seves intrigues, Arsínoe va aconseguir que Agàtocles fora executat el 284 aC, però això va ser finalment la ruïna de Lisímac. Lisandra va fugir a territori selèucida amb els seus fills i, en la guerra que va seguir, Lisímac va morir (281 aC). Arsínoe va fugir a Efes, que Lisímac havia rebatejat Arsínoe en honor seu, i des allí a Cassandria a Macedònia, on es va fer forta amb els seus fills.
Seleuc I Nicàtor va ocupar Macedònia i va assolir la corona, però fou assassinat al cap de poc per Ptolemeu Ceraune, germanastre d'Arsínoe i germà de Lisandra, que va obtenir el tron de Macedònia. Els seus rivals eren els fills de Lisímac amb Arsínoe, i és per això que va fer ofertes de matrimoni a aquesta darrera. Arsínoe va acceptar i el va deixar entrar a Cassàndria, però, una vegada dins la ciutat, Ptolemeu Ceraune va fer matar els fills d'Arsínoe en presència de la mare. Ella mateixa va quedar lliure i va fugir a Samotràcia i des d'allí va passar a Alexandria, on es va casar amb son germà Ptolemeu II, després d'aconseguir desacreditar i fer fugir a Coptos a Arsínoe I, amb qui aquest estava casat.
Arsínoe II va fer gravar el seu nom en cartutxos, com ho feien els faraons, i va actuar com a corregent gràcies al dèbil caràcter de Ptolemeu II, qui acceptava totes les seves iniciatives. Probablement el matrimoni va ser simbòlic i, es creu, que en realitat Arsínoe va governar en solitari mentre Ptolemeu es deixava anar en una vida de luxe i diversió.
Durant el seu mandat, Arsínoe organitzava impressionants processons on el rei i la reina creuaven Alexandria asseguts en trons d'or acompanyats per un gran nombre de sacerdots que portaven els llibres de Thot i les estàtues de les divinitats egípcies. També era una dona d'estat i va imposar, en contra de la voluntat del seu germà, un programa econòmic menys costós que el projectat per Ptolemeu. També va voler convertir Alexandria en la capital econòmica d'orient fent que arribessin el major nombre de riquesses. I va dotar d'un millor exèrcit a Egipte i es van cavar pous en el camí, que permetien transportar les mercaderies des del mar Roig fins al Nil.
D'aquesta darrera unió, no van tenir fills, però el seu germà la va estimar molt i va donar el seu nom a algunes ciutats, i al districte d'Arsinoites, i a la seva mort, que va esdevenir el 270 aC, li va construir un temple (obra de l'arquitecte Dinokhares) a Alexandria, que no es va acabar i un altre a Canop, també va posar monedes en circulació per celebrar el seu ascens al món diví i els escultors van tallar moltes estàtues de la nova deessa.